# Hygrophila glandulifera
Hygrophila glandulifera är en akantusväxtart som beskrevs av Christian Gottfried Daniel Nees von Esenbeck. Hygrophila glandulifera ingår i släktet Hygrophila och familjen akantusväxter. Inga underarter finns listade i Catalogue of Life.